# CONCACAF Gold Cup 2011/Gruppe C
Die Gruppe C des CONCACAF Gold Cups 2011 war eine von drei Gruppen, in denen die Vorrundenspiele des Turniers ausgetragen wurden. Sie bestand aus vier Mannschaften: Honduras, Guatemala, Jamaika und Grenada. Die Partien fanden vom 7. Juni bis 14. Juni 2011 statt. Die Austragungsorte waren Detroit, Tampa und Kansas City.

## Tabelle
| Pl. | Land       | Sp. | S | U | N | Tore    | Diff. | Punkte |
| --- | ---------- | --- | - | - | - | ------- | ----- | ------ |
| 1.  | Panama     | 3   | 2 | 1 | 0 | 006:400 | +2    | 07     |
| 2.  | USA        | 3   | 2 | 0 | 1 | 004:200 | +2    | 06     |
| 3.  | Kanada     | 3   | 1 | 1 | 1 | 002:300 | −1    | 04     |
| 4.  | Guadeloupe | 3   | 0 | 0 | 3 | 002:500 | −3    | 0      |

## Spiele
| 7. Juni 2011 | Panama                         | 3:2                 | Guadeloupe      | Ford Field, Detroit, MI Zuschauer: 28.209 Schiedsrichter: Marlon Mejia (El Salvador) |
| 7. Juni 2011 | Pérez 29′ Tejada 31′ Gómez 57′ | Report im Webarchiv | Jovial 65′, 78′ | Ford Field, Detroit, MI Zuschauer: 28.209 Schiedsrichter: Marlon Mejia (El Salvador) |

| 7. Juni 2011 | USA                      | 2:0                 | Kanada | Ford Field, Detroit, MI Zuschauer: 28.209 Schiedsrichter: Walter López (Guatemala) |
| 7. Juni 2011 | Altidore 15′ Dempsey 62′ | Report im Webarchiv |        | Ford Field, Detroit, MI Zuschauer: 28.209 Schiedsrichter: Walter López (Guatemala) |

| 11. Juni 2011 | Kanada         | 1:0                 | Guadeloupe | Raymond James Stadium, Tampa, FL Zuschauer: 27.731 Schiedsrichter: Trevor Taylor (Barbados) |
| 11. Juni 2011 | De Rosario 51′ | Report im Webarchiv |            | Raymond James Stadium, Tampa, FL Zuschauer: 27.731 Schiedsrichter: Trevor Taylor (Barbados) |

| 11. Juni 2011 | USA         | 1:2    | Panama                | Raymond James Stadium, Tampa, FL Zuschauer: 27.731 Schiedsrichter: Marco Antonio Rodríguez (Mexiko) |
| 11. Juni 2011 | Goodson 68′ | Report | Goodson 19′ Gómez 36′ | Raymond James Stadium, Tampa, FL Zuschauer: 27.731 Schiedsrichter: Marco Antonio Rodríguez (Mexiko) |

| 14. Juni 2011 | Kanada         | 1:1                 | Panama     | Livestrong Sporting Park, Kansas City, KS Zuschauer: 20.109 Schiedsrichter: Walter López (Guatemala) |
| 14. Juni 2011 | De Rosario 62′ | Report im Webarchiv | Tejada 90′ | Livestrong Sporting Park, Kansas City, KS Zuschauer: 20.109 Schiedsrichter: Walter López (Guatemala) |

| 14. Juni 2011 | Guadeloupe | 0:1                 | USA         | Livestrong Sporting Park, Kansas City, KS Zuschauer: 20.109 Schiedsrichter: Jeffrey Solís (Costa Rica) |
| 14. Juni 2011 |            | Report im Webarchiv | Altidore 9′ | Livestrong Sporting Park, Kansas City, KS Zuschauer: 20.109 Schiedsrichter: Jeffrey Solís (Costa Rica) |